# Loma de Seguiche
Loma de Seguiche es un caserío peruano ubicado en el distrito de Jililí, perteneciente a la provincia de Ayabaca del departamento de Piura, al norte del Perú. 

## Ubicación
Loma de Seguiche se ubica al norte de la provincia de Ayabaca, en el distrito de Jililí, en el departamento de Piura.

## Demografía
En 2017 Loma de Seguiche tenía una población de 113 habitantes.
| Gráfica de evolución demográfica de Loma de Seguiche entre 1993 y 2017 |
|                                                                        |
| Fuentes: Población 1993 y 2017                                         |